# Elul

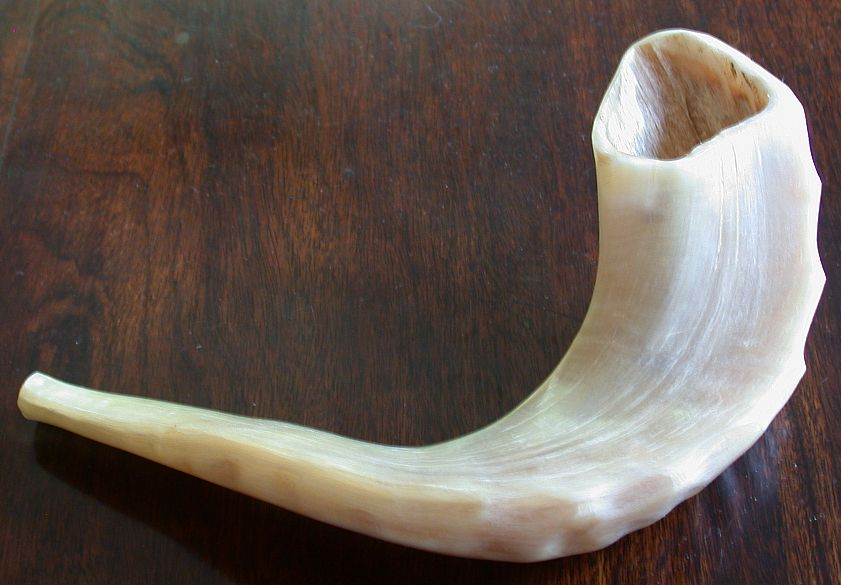
Das Schofar, das traditionell jeden Morgen im Monat Elul bis zum Fest Jom Kippur geblasen wird

Elul (hebr.: אֱלוּל, von akkadisch elūlu) ist der zwölfte und letzte Monat des bürgerlichen jüdischen Kalenders und der sechste des religiösen jüdischen Kalenders nach der Zählung im jüdischen Kalender. Er hat 29 Tage und fällt im gregorianischen Kalender in die Zeit von August und September.
Im Tanach trägt dieser Monat einfach den Namen „der sechste Monat“, der Nummerierung der anderen Monate folgend: „Der sechste, für den sechsten Monat, war Ira, der Sohn des Ikkesch, aus Tekoa.“ (1 Chr 27,9 )
Der heutige Monatsname „Elul“ hat seinen Ursprung im akkadischen Monatsnamen Ululu aus dem Babylonischen Kalender, der von den Juden während des Babylonischen Exils zwischen 586 und 536 v. Chr. übernommen wurde. In der Bibel kommt dieser Monatsname nur einmal im Buch Nehemia vor: „Nach zweiundfünfzig Tagen, am fünfundzwanzigsten des Monats Elul, war die Mauer vollendet.“ (Neh 6,15 )
Der jüdische Monatsname Elul ist allerdings nicht der einzige, der auf den babylonischen Monat zurückzuführen ist: Auch im Türkischen wird der September „Eylül“ genannt.
Elul, auch genannt der „Monat der Gnade und des Vergebens“, ist eine Zeit der Buße als Vorbereitung auf die Jamim Noraim, die hohen Feiertage Rosch ha-Schana und Jom Kippur am ersten und zehnten Tag des Folgemonats Tischri. Elul bedeutet übersetzt so viel wie Suche, der Mensch soll sich in dieser Zeit auf die bevorstehenden Tage des Gerichts und der Versöhnung einstellen. Der Prophet Jeremia sagte: „Kehr um, Jungfrau Israel, kehr zurück in diese deine Städte!“ (Jer 31,21 ), was ein Aufruf zu Reue und Vergebung an das jüdische Volk sein sollte.
Abgesehen von den Schabbat-Tagen wird an allen Tagen zwischen Rosch Chodesch Elul, dem ersten Tag des Monats, und dem Tag vor Rosch ha-Schana morgens das Schofar geblasen, das die Menschen aus ihrer gedankenlosen Lebensweise aufwecken soll (Am 3,6 ). Weiterhin ist es üblich, zwischen Rosch Chodesch Elul und Hoschana Rabba im Tischri täglich den Psalm 27 zu lesen. Neben dem Schofarblasen ist das Rezitieren der Selichot, besonderer Bußgebete, alltäglich vor Sonnenaufgang ein wichtiges Ritual. Die Aschkenasim beenden dieses Ritual bereits am Mittwoch vor Rosch ha-Schana, die Sephardim erst am Ende des Monats.
Viele Juden besuchen außerdem die Gräber von Freunden und Verwandten, um an sie zu erinnern und sie zu ehren.
Ein weiterer Brauch ist es, sämtliche im Elul geschriebenen Briefe mit Wünschen für ein gutes Jahr zu beenden – die Tradition lehrt, dass an Rosch ha-Schana die Taten eines jeden Menschen, die er während des vergangenen Jahres begangen hat, beurteilt und in das Buch des Lebens geschrieben werden.
Die insgesamt vierzig Tage zwischen Rosch Chodesch Elul und Jom Kippur sollen an jene vierzig Tage des Jahres 2448 der hebräischen Zeitrechnung (entspricht 1313 v. Chr.) erinnern, in denen Mose den Berg Sinai erstieg, um zum zweiten Mal die Tafeln mit den Zehn Geboten zu empfangen, nachdem er die ersten aus Wut zerbrochen hatte, während das Volk in seiner Abwesenheit das Goldene Kalb anbetete. Von jeher war der Tag, an dem JHWH durch Mose die Vergebung aller Sünden verkünden ließ, der Tag der Vergebung im Judentum.